# Valeria Chatounova
Valeria Olegovna Chatounova (en russe : Валерия Олеговна Шатунова) est une joueuse de volley-ball russe née le 12 juillet 1994 à Coni (Italie). Elle mesure 1,92 m et joue au poste de réceptionneuse-attaquante. Son père Oleg Chatounov est un ancien joueur russe de volley-ball.

## Clubs
| Club                  | De        | À         |
| --------------------- | --------- | --------- |
| Leningradka           | 2008-2009 | 2011-2012 |
| SDIOUSCHOR-Ekran      | 2012-2013 | 2012-2013 |
| Leningradka           | 2013-2014 | 2013-2014 |
| Omitchka Omsk         | 2014-2015 | nov 2015  |
| VK Severianka         | 2015-2016 | 2015-2016 |
| Leningradka           | 2016-2017 | 2016-2017 |
| VK Toulitsa           | 2017-2018 | 2017-2018 |
| Sparta Nijni Novgorod | 2018-2019 | …         |

## Palmarès
- Coupe de Russie
  - Finaliste : 2014.